# Ligne C-2 (Cercanías Bilbao)
La Ligne C-2 des Renfe Cercanías est l'une des trois lignes des Cercanías Bilbao.

## Voir également
- Renfe Cercanías Bilbao
- Bilbao Ría 2000